# Hello Games
Hello Games Ltd是英国一家游戏开发商和发行商，总部设在英国吉尔福德，因开发制作了《无人深空》（No Man's Sky）而知名。

## 简介
Hello Games由其他电子游戏公司（如Criterion Games、艺电和Kuju Entertainment）的前雇员于2008年2月成立。
在2010年Develop大奖中，该工作室获得两个奖项：最佳新工作室和最佳微型工作室。
2010年9月，他们被《衛報》100个在创立时间在12个月内的最具创新性和创造性的公司之一。
在2011年的科隆游戏展新闻发布会上，他们公布第二款游戏：《Joe Danger 2: The Movie》。
在VGX 2013中，Hello Games宣布开发一个新的科幻冒险游戏《无人深空》。
2013年12月24日，工作室的办公室被附近的河流爆发的洪水淹没 ，其中大部分在游戏开发中使用的硬件被摧毁。
《无人深空》原定在2016年6月发布，但在一个月前，穆雷宣布游戏延迟发布，需要时间修正，并会在两个月后的8月推出。
Hello Games因在《无人深空》发售之初的欺骗行为而饱受批评。直到他们对游戏完成多轮更新后，口碑获得了反弹。

## 游戏开发
| 年份 | 名称                    |
| ---- | ----------------------- |
| 2010 | Joe Danger              |
| 2012 | Joe Danger 2: The Movie |
| 2013 | Joe Danger Touch!       |
| 2014 | Joe Danger Infinity     |
| 2016 | 无人深空                |
| 2020 | The Last Campfire       |
| 待定 | Light No Fire           |